# Vellinghausen (Welver)
Vellinghausen – obręb ewidencyjny w gminie Welver w powiecie Soest, w kraju związkowym Nadrenia Północna-Westfalia, w rejencji Arnsberg.

## Demografia
Według spisu ludności z 1933 roku, w Vellinghausen mieszkało 291 mieszkańców, a w 1939 roku 295 mieszkańców. W 1946 roku mieszkało tutaj 511 mieszkańców.

## Historia
Pierwsza wzmianka o Vellinghausen pochodzi z 1357 roku. Wtedy wieś nazywała się Velinchusen.
W dniach 15 lipca – 16 lipca 1791 roku w ramach wojny siedmioletniej obyła się tutaj bitwa nazywana Bitwą pod Vellinghausen.

### Reorganizacja gmin
W ramach reorganizacji gmin 1 lipca 1969 roku Vellinghausen połączyło się z Eilmsen tworząc dzielnicę gminy Vellinghausen-Eilmsen.